# Ambrosia acuminata
Ambrosia acuminata là một loài thực vật có hoa trong họ Cúc. Loài này được (Brandegee) W.W.Payne mô tả khoa học đầu tiên năm 1964.